# Vitālijs Pavlovs
Vitālijs Pavlovs (ur. 17 czerwca 1989 w Rydze) – łotewski hokeista, reprezentant Łotwy, olimpijczyk.

## Kariera
- Torpedo 2 Niżny Nowogród (2005/2006)
- SK LSPA/Riga (2007–2008)
- DHK Latgale (2008–2009)
  -  DHK Latgale (2008/2009)
- HK Liepājas Metalurgs (2009–2011)
  -  HK Liepājas Metalurgs 2 (2010/2011)
- Bejbarys Atyrau (2011–2012)
- Dinamo Ryga (2012–2014)
  -  Jokipojat (2012/2013)
- Colorado Eagles (2014–2015)
- Dinamo Ryga (2015–2020)
- Olimp Ryga (2020–2021)
- Dornbirner EC (2021)
- JKH GKS Jastrzębie (2021–2022)
- HK Dukla Michalovce (2022–)

Występował w rozgrywkach rodzimej łotewskiej ekstraligi. W sezonie 2011/2012 grał w lidze kazachskiej w barwach drużyny Bejbarysu. Od 2012 do 2014 po raz pierwszy był zawodnikiem Dinama Ryga w rosyjskich rozgrywkach KHL. W sezonie 2014/2015 reprezentował barwy Colorado Eagles w amerykańskiej lidze ECHL. Od 2015 przez pięć sezonów grał ponownie w Dinamie Ryga do 2020. W listopadzie 2020 został hokeistą Olimpu Ryga, a na początku lutego 2021 przeszedł do austriackiego Dornbirner EC. W lipcu 2021 został ogłoszony zawodnikiem drużyny JKH GKS Jastrzębie w Polskiej Hokej Lidze. Po pierwszym meczu sezonu 2022/2023 został zwolniony we wrześniu 2022. W październiku 2022 został zaangażowany przez słowacki HK Dukla Michalovce.
Uczestniczył w turniejach mistrzostw świata juniorów do lat 18 edycji 2007 (Elita), mistrzostw świata juniorów do lat 20 edycji 2008 (Dywizja IA), 2009 (Elita), seniorskich mistrzostw świata w 2013, 2016, 2017, 2018 oraz zimowych igrzysk olimpijskich 2014.
W trakcie turnieju ZIO 2014 został zdyskwalifikowany z udziału w meczu ćwierćfinału Kanada–Łotwa i został zmuszony do zwrócenia dyplomu olimpijskiego w związku z wynikiem kontroli antydopingowej i stwierdzeniem w jego obecności metyloheksanaminy.

## Sukcesy

### Reprezentacyjne
- Awans do Elity mistrzostw świata juniorów do lat 20: 2008

### Klubowe
- Srebrny medal mistrzostw Łotwy: 2010 z HK Liepājas Metalurgs
- Złoty medal mistrzostw Łotwy: 2011 z HK Liepājas Metalurgs
- Złoty medal mistrzostw Kazachstanu: 2012 z Bejbarysem Atyrau
- Puchar Nadziei: 2013 z Dinamem Ryga
- Superpuchar Polski: 2021 z JKH GKS Jastrzębie
- Brązowy medal mistrzostw Polski: 2022 z JKH GKS Jastrzębie